# Kori Seehafer
Kori Seehafer, née le 30 avril 1975 à Eau Claire dans le Wisconsin, est une coureuse cycliste américaine.

## Palmarès
- 2006
  -  Médaillé d'argent de la course en ligne aux championnats panaméricains
  -  Médaillé de bronze du contre-la-montre aux championnats panaméricains
- 2007
  - Prologue de la Route de France féminine
- 2008
  - 2e étape du Tour de Prince Edward Island
  - Tour de Prince Edward Island
  - Open de Suède Vårgårda
  -  Médaillé de bronze du contre-la-montre aux championnats panaméricains